# Zračna luka Salto
Zračna luka Salto (špa. Aeropuerto Internacional de Nueva Hespérides) urugvajska je zračna luka koja služi grad Salto na sjeverozapadu zemlje.
Nalazi se 6 kilometara istočno od grada Salta, uz samu granicu s Argentinom.
U potpunosti se nalazi u državnom vlasništvu. Ima dvije uzletno-letne staze: asfaltnu i travnatu.
Isprva se koristila u vojne svrhe, ali danas služi isključivo za putnički i poštanski prijevoz.
Zračnu luku je sve do svog novčanog sloma i bankrota 2015. godine, redovito koristila zrakoplovna trvtka BQB Líneas Aéreas.